# Jerzy Chróścikowski
Jerzy Mieczysław Chróścikowski (ur. 24 sierpnia 1953 w Michalinowie) – polski polityk, rolnik i działacz związkowy, przewodniczący Niezależnego Samorządnego Związku Zawodowego Rolników Indywidualnych „Solidarność” (2007–2016), senator IV, VI, VII, VIII, IX, X i XI kadencji (1997–2001, od 2005).

## Życiorys
Syn Władysława i Zofii. Ukończył z tytułem zawodowym magistra administracji studia w Centrum Studiów Samorządu Terytorialnego i Rozwoju Lokalnego Uniwersytetu Warszawskiego. Od 1974 do 1978 pracował jako górnik w Kopalni Węgla Kamiennego Kazimierz-Juliusz w Sosnowcu. W 1978 rozpoczął prowadzenie gospodarstwa rolnego w Białowoli. W latach 1982–1988 był zatrudniony w Wojskowych Zakładach Motoryzacyjnych w Zamościu, następnie od 1991 do 1997 w administracji w Urzędzie Gminy Zamość.
W 1981 wstąpił do NSZZ Rolników Indywidualnych „Solidarność”. W 1991 został przewodniczącym władz wojewódzkich w Zamościu, a w 1992 wszedł w skład władz krajowych. W 2007 objął funkcję przewodniczącego związku. Związkiem tym kierował do listopada 2016. Zasiadał również w radzie Lubelskiej Izby Rolniczej.
W latach 1990–1998 był członkiem rady gminy Zamość, od 1994 pełnił funkcję jej przewodniczącego. W wyborach parlamentarnych w 1993 bez powodzenia ubiegał się o mandat poselski z listy Polskiego Stronnictwa Ludowego – Porozumienia Ludowego. Od 1997 do 2001 sprawował mandat senatora IV kadencji z ramienia Ruchu Odbudowy Polski z województwa zamojskiego. W 2001 bez powodzenia ubiegał się o reelekcję z ramienia Bloku Senat 2001. W latach 2002–2005 był radnym sejmiku lubelskiego z ramienia Ligi Polskich Rodzin Od 2 grudnia 2002 do 11 stycznia 2003 wchodził w skład zarządu województwa (uchwała o powołaniu zarządu województwa z jego udziałem została jednak uchylona decyzją wojewody). Następnie wstąpił do Prawa i Sprawiedliwości, zostając członkiem zarządu okręgowego tej partii.
W wyborach parlamentarnych w 2005 został wybrany na senatora VI kadencji z ramienia PiS w okręgu chełmskim. Objął funkcję przewodniczącego Komisji Rolnictwa i Ochrony Środowiska. W wyborach parlamentarnych w 2007 po raz trzeci uzyskał mandat senatorski, otrzymując 100 748 głosów. W wyborach parlamentarnych w 2011, 2015, 2019 i 2023 był ponownie wybierany do Senatu z ramienia PiS.